# Samuel Ludwig Löffler
Samuel Ludwig Löffler (* 11. Mai 1769 in Züllichau; † 22. November 1836 in Posen) war ein deutscher Beamter.

## Leben
Samuel Ludwig Löffler war der Sohn eines Handwerkers und wurde in ärmlichen Verhältnissen geboren.
Er wurde 1783 im Alter von 14 Jahren Privatgehilfe beim Zolleinnehmer Schulz in Züllichau, der sich dann auch um die weitere Ausbildung von Löffler kümmerte, und ihm den Eintritt in den Staatsdienst ermöglichte; er setzte ihn zum Erben seines Vermögens ein, dieser nahm das Erbe dann nur an, um es an die bedürftigen Verwandten des Zolleinnehmers abzugeben.
Ohne ein Gymnasium besucht oder ein Studium absolviert zu haben, trat er am 28. Juli 1787 als Supernumerarius (Beamter, der im Vorbereitungsdienst tätig ist) beim Zollamt in Züllichau in den Staatsdienst ein und wurde am 4. März 1789 zum Zollassistenten in Küstrin ernannt. Er erhielt am 18. August 1790 die 4. Calculatorstelle bei der neumärkischen Akzise, wurde 1795 dritter, 1797 zweiter und 1798 erster beziehungsweise Obercalculator. Bereits als jüngster Calculator wurde er durch ein Reskript des Finanzministers Carl August von Struensee ermächtigt, in Abwesenheit oder Krankheitsfällen eines Mitglieds der neumärkischen Provinzialakzise- und Zolldirektion dessen Aufträge zu übernehmen.
Am 13. September 1797 wurde er zum außerordentlichen Mitglied mit Sitz und Stimme in der Direktion ernannt; darauf folgte durch königliche Kabinettsordre vom 31. Juli 1798 seine Ernennung zum Rechnungsassessor und am 24. Mai 1800 zum Oberakzise- und Zollrat; im Nebenamt versah er den Posten eines Obercalculators.
1806 wurde er Kriegs- und Domänenrat in der Akzisedeputation der Küstriner Kriegs- und Domänenkammer; im gleichen Jahr bestimmte ihn Freiherr Heinrich Friedrich Karl vom und zum Stein zum Akzise- und Zolldirektor in Warschau, beauftragte ihn jedoch, noch vor seinem Weggang nach Warschau, im Cottbusischen Kreis, damals eine Enklave des Kurfürstentums Sachsen, eine, den besonderen Verhältnissen mehr entsprechende Handelsverfassung zu schaffen. Er löste diese Aufgabe, indem er die Handelsverfassung im Kreis derart regulierte, dass der Handel der Cottbusser Kaufleute bedeutend erweitert, der Absatz von inländischen Erzeugnissen begünstigt und dem Schwarzhandel Grenzen gesetzt wurden, ohne die Verwaltungskosten zu erhöhen.
Aufgrund des Vierten Koalitionskriegs 1806 konnte er nicht nach Warschau versetzt werden; es wurde bestimmt, dass er von der neumärkischen Kammer an die französische Behörde als Sachverständiger überwiesen wurde, der über die Verwaltung der indirekten Steuern und den Salzdebit in der Neumark die notwendigen Kenntnisse besaß und alle in Bezug hierauf erteilten Befehle auszuführen habe. Es gelang ihm hierbei, dass nur geringe Summen in die französischen Kassen flossen, jedoch bedeutende Geldmittel zur Verfügung des Freiherrn von Stein gestellt wurden.
1809 wurde er als Hilfsarbeiter des Finanzministeriums nach Königsberg berufen. Von dort kam er im Oktober desselben Jahres nach Berlin und übernahm, in Vertretung für den Geheimen Kriegsrat Christian Friedrich Krüger (1741–1811) die Direktion des Generalrechnungsbüros und der Buchhaltung in der Sektion für Abgaben.
Er wurde am 12. September 1810 zum Geheimen Obersteuerrat in der Sektion des Finanzministeriums für die direkten und indirekten Abgaben ernannt und am 28. November 1817 als Geheimer Oberfinanzrat zur Generalkontrolle, die am 3. November 1817 eingeführt worden war, versetzt; in dieser Zeit erhielt er im Frühling 1813 den Auftrag, gemeinsam mit dem Wirklichen Geheimen Oberfinanzrat Johann Philipp von Ladenburg, dem Geheimen Oberfinanzrat Heinrich von Béguelin und dem Geheimen Obersteuerrat Karl August von Schütz, bei der Annäherung des französischen Heeres die wichtigsten Dienstpapiere aus Berlin in die Provinz zu bringen.
1824 wurde er vonseiten der königlichen Oberrechnungskammer noch mit der Revision der Rechnungen der Königlichen Hauptbank und der Seehandlungsgesellschaft beauftragt, bis ihm 1825 die Provinzialsteuerdirektion in Posen anvertraut wurde; 1836 erfolgte die Ernennung zum Provinzial-Steuerdirektor.
Samuel Ludwig Löffler war verheiratet und hatte drei Söhne und eine Tochter.

## Ehrungen und Auszeichnungen
- Samuel Ludwig Löffler war ein Ritter des Roten-Adlerordens dritter Klasse.